# Dmitrij Pusienkow
Dmitrij Pusienkow (ros. Дмитрий Пусенков, ur. 13 marca 1985 w Ufie) – rosyjski skoczek narciarski pochodzący z Baszkortostanu. Uczestnik zimowej uniwersjady (2005), mistrzostw świata juniorów (2003 i 2004) oraz zimowego olimpijskiego festiwalu młodzieży Europy (2003). Medalista mistrzostw Rosji.

## Przebieg kariery
W styczniu 2003 w Planicy zadebiutował w oficjalnych zawodach międzynarodowych rozgrywanych pod egidą FIS, biorąc udział w zimowym olimpijskim festiwalu młodzieży Europy – indywidualnie był 25., a drużynowo 12.
Dwukrotnie brał udział w mistrzostwach świata juniorów – w 2003 zajął 46. miejsce w konkursie indywidualnym i 13. w rywalizacji drużynowej, a rok później indywidualnie był 55., a drużynowo, wraz z reprezentacją Rosji, uplasował się na 10. pozycji.
W styczniu 2005 wziął udział w zimowej uniwersjadzie – w rywalizacji indywidualnej był 43. (skocznia normalna) i 30. (obiekt duży), a drużynowo 8. Był to jednocześnie jego ostatni występ w oficjalnych zawodach międzynarodowych rozgrywanych pod egidą FIS.
Pusienkow jest medalistą mistrzostw Rosji – zdobywał srebrne medale w rywalizacji drużynowej w 2003 i 2005.

## Zimowa uniwersjada

### Indywidualnie
| 2005 Seefeld/Innsbruck | – | 43. miejsce (skocznia normalna), 30. miejsce (skocznia duża) |

### Drużynowo
| 2005 Seefeld/Innsbruck | – | 8. miejsce |

## Mistrzostwa świata juniorów

### Indywidualnie
| 2003 Sollefteå | – | 46. miejsce |
| 2004 Stryn     | – | 55. miejsce |

### Drużynowo
| 2003 Sollefteå | – | 13. miejsce |
| 2004 Stryn     | – | 10. miejsce |

## Zimowy olimpijski festiwal młodzieży Europy

### Indywidualnie
| 2003 Planica | – | 25. miejsce |

### Drużynowo
| 2003 Planica | – | 12. miejsce |